# Wereldkampioenschappen schaatsen afstanden 2008
De wereldkampioenschappen schaatsen afstanden 2008 werden van donderdag 6 tot en met zondag 9 maart gehouden in de schaatshal M-Wave in Nagano, Japan.
Het was de tweede keer dat in Nagano de WK afstanden plaatsvonden. Eerder vond het kampioenschap in 2000 plaats.

## Schema
Het in 2005 genomen initiatief om het toernooi over vier dagen te spreiden, werd ook in 2008 toegepast. Het toernooi werd verreden volgens onderstaand programma.
| Datum                  | Onderdeel |
| ---------------------- | --- |
| donderdag 6 maart 2008 | 1500 meter vrouwen 5000 meter mannen                                                                                 |
| vrijdag 7 maart 2008   | 500 meter mannen 1e run 3000 meter vrouwen 500 meter mannen 2e run                                                   |
| zaterdag 8 maart 2008  | 500 meter vrouwen 1e run 1000 meter mannen 500 meter vrouwen 2e run 10.000 meter mannen Ploegenachtervolging vrouwen |
| zondag 9 maart 2008    | 1000 meter vrouwen 1500 meter mannen 5000 meter vrouwen Ploegenachtervolging mannen                                  |

## Deelnemende landen
Tussen haakjes het aantal individuele startplaatsen + ploegenachtervolging. Nederland was het enige land met het maximale aantal startplaatsen (drie per afstand), Canada een goede tweede met één startplaats minder (op de 10.000 meter).
| Nederland (30+2) Canada (29+2) Japan (24+2) Duitsland (23+2) Verenigde Staten (17+1) Zuid-Korea (16) Rusland (11+1) | China (11) Polen (9+2) Noorwegen (7+1) Italië (6+1) Finland (6) Kazachstan (4) Wit-Rusland (4) | Roemenië (2+1) Denemarken (2) Oostenrijk (2) Tsjechië (2) Zwitserland (2) Frankrijk (1) Zweden (1) |

## Medailleverdeling

### Mannen
| Afstand       | Goud ·                                                         | Zilver ·                                             | Brons ·                                                     |
| ------------- | -------------------------------------------------------------- | ---------------------------------------------------- | ----------------------------------------------------------- |
| 500m          | Jeremy Wotherspoon                                             | Lee Kyou-hyuk                                        | Joji Kato                                                   |
| 1000m         | Shani Davis                                                    | Jevgeni Lalenkov                                     | Denny Morrison                                              |
| 1500m         | Denny Morrison                                                 | Shani Davis Sven Kramer                              | -                                                           |
| 5000m         | Sven Kramer                                                    | Enrico Fabris                                        | Wouter Olde Heuvel                                          |
| 10.000m       | Sven Kramer                                                    | Enrico Fabris                                        | Bob de Jong                                                 |
| Achtervolging | Nederland - Sven Kramer - Wouter Olde Heuvel - Erben Wennemars | Italië - Matteo Anesi - Enrico Fabris - Luca Stefani | Duitsland - Jörg Dallmann - Stefan Heythausen - Marco Weber |

### Vrouwen
| Afstand       | Goud ·                                                            | Zilver ·                                                          | Brons ·                                                                |
| ------------- | ----------------------------------------------------------------- | ----------------------------------------------------------------- | ---------------------------------------------------------------------- |
| 500m          | Jenny Wolf                                                        | Wang Beixing                                                      | Annette Gerritsen                                                      |
| 1000m         | Anni Friesinger                                                   | Kristina Groves                                                   | Annette Gerritsen                                                      |
| 1500m         | Anni Friesinger                                                   | Paulien van Deutekom                                              | Kristina Groves                                                        |
| 3000m         | Kristina Groves                                                   | Paulien van Deutekom                                              | Daniela Anschütz-Thoms                                                 |
| 5000m         | Martina Sáblíková                                                 | Clara Hughes                                                      | Kristina Groves                                                        |
| Achtervolging | Nederland - Paulien van Deutekom - Renate Groenewold - Ireen Wüst | Canada - Kristina Groves - Christine Nesbitt - Brittany Schussler | Duitsland - Daniela Anschütz-Thoms - Lucille Opitz - Claudia Pechstein |

## Medaillespiegel
| Plaats | Land             | Goud | Zilver | Brons | Totaal |
| 1      | Nederland        | 4    | 3      | 4     | 11     |
| 2      | Canada           | 3    | 3      | 3     | 9      |
| 3      | Duitsland        | 3    | 0      | 3     | 6      |
| 4      | Verenigde Staten | 1    | 1      | 0     | 2      |
| 5      | Tsjechië         | 1    | 0      | 0     | 1      |
| 6      | Italië           | 0    | 3      | 0     | 3      |
| 7      | China            | 0    | 1      | 0     | 1      |
| 7      | Rusland          | 0    | 1      | 0     | 1      |
| 7      | Zuid-Korea       | 0    | 1      | 0     | 1      |
| 10     | Japan            | 0    | 0      | 1     | 1      |
| Totaal | Totaal           | 12   | 12     | 12    | 36     |